# Баштин
Баштин — горный хребет на Южном Урале на территории Ишимбайского и Белорецкого районов РБ.
Хребет Баштин вытянут по меридиану в Ишимбайском и Белорецком районах РБ.
Длина хребта — 12 км, ширина — 4 км, максимальная высота 889 м.
Хребет состоит из двух частей. Южная часть с вершинами 705 м и 730 м, нижняя часть пологая, верхняя — крутая; на высоте 670 м расположено плоское межвершинное понижение. Северная часть с 5 вершинами высотой 740—889 м с карстовыми воронками.
Состав: кварцитовидные песчаники, алевролиты и сланцы зильмердакской свиты верхнего рифея.
С хребта Баштин берут начало притоки р. Нугуш — реки Большая и Малая Кудашка и др.
Ландшафты: широколиственные леса из дуба, липы, ильма и берёзово-осиновые леса на светло- и тёмно-серых лесных почвах. На южных склонах — горные луга и луговые степи.